# Trøllanes
Trøllanes (IPA: [ˈtɹœdlaneːs], danska: Troldenæs), är den näst nordligast belägna byn på Färöarna, belägen allra längst norrut på ön Kalsoy. Trøllanes var tills kommunreformen 2005 en del av Mikladalurs kommun tillsammans med närbelägna Mikladalur, men tillhör nu Klaksvíks kommun. Byn har legat relativt isolerat och varit svårtillgänglig på grund av en hög klippa i havet. Nu för tiden finns en nedstigning i berget med tillhörande kaj vid havet. En 2,2 kilometer lång vägtunnel till Mikladalur färdigställdes 1985. Huvudsakligen lever byn på lokalt jordbruk. Vid folkräkningen 2015 hade Trøllanes 15 invånare.
Från byn finns utsikt till både Kunoy och Viðoy.

## Historia
Sägnen berättar att Trøllanes har fått sitt namn efter de troll som sägs invaderat samhället varje år på trettondagen (6 januari). Enligt sägnen skall trollen drivit människorna att söka skydd i grannbyn Mikladalur.
Sjörövare beväpnade med gevär och svärd kommer till Trøllanes den 23 juli 1686 och stjäl talg, vadmal och andra förnödenheter. Skeppet var en slup av den typ som nederländare och engelska fiskare använde under denna tidsperiod. Händelsen finns noterad i de färöiska tingsböckerna. 

## Befolkningsutveckling
| Befolkningsutvecklingen i Trøllanes 1985–2015 | Befolkningsutvecklingen i Trøllanes 1985–2015 | Befolkningsutvecklingen i Trøllanes 1985–2015 | Befolkningsutvecklingen i Trøllanes 1985–2015 | Befolkningsutvecklingen i Trøllanes 1985–2015 |
| --------------------------------------------- | --------------------------------------------- | --------------------------------------------- | --------------------------------------------- | --------------------------------------------- |
|                                               |                                               |                                               |                                               |                                               |
| År                                            |                                               |                                               | Folkmängd                                     |                                               |
| 1985                                          | 1985                                          |                                               | 18                                            |                                               |
| 1990                                          | 1990                                          |                                               | 21                                            |                                               |
| 1995                                          | 1995                                          |                                               | 24                                            |                                               |
| 2000                                          | 2000                                          |                                               | 23                                            |                                               |
| 2005                                          | 2005                                          |                                               | 23                                            |                                               |
| 2010                                          | 2010                                          |                                               | 19                                            |                                               |
| 2015                                          | 2015                                          |                                               | 15                                            |                                               |
|                                               |                                               |                                               |                                               |                                               |